# Хоф-Аза
Региональный совет Хоф-Аза или Хоф Аза (ивр. מועצה אזורית חוף עזה‎, букв. «Региональный совет побережья Газы») — ныне утраченный региональный совет в Израиле. Был создан в мае 1979 года и упразднён в августе 2005 года, когда его жители были выселены из своих домов, а район был ликвидирован в рамках одностороннего плана размежевания Израиля. Место находилось в Неве-Декалим. Общественные здания регионального совета и прилегающий торговый центр в Неве-Декалим не были разрушены, а вскоре после израильской эвакуации Палестинский университет Аль-Акса открыл на этом месте кампус. В региональный совет входило 22 населённых пункта.

## История
Намерение создать региональный совет для населённых пунктов в секторе Газа и на Синае было высказано в начале создания поселений Нахаль в регионе, но от него отказались после того, как стало ясно, что Министерство внутренних дел не будет участвовать, а Министерство обороны не пожелало нести расходы. Региональный совет был создан в мае 1979 года. Главой совета был Реувен Розенблатт, а секретарём совета — Цви Гендель. В состав совета тогда входили мошавы Катиф, Гани Таль и Нецер Хазани, а также Мораг и Кфар-Даром. В 1988 году Цви Гендель был избран главой совета вместо Реувена Розенблатта. В 1996 году, после избрания Цви Генделя в Кнессет от имени Армии обороны Израиля, главой совета был избран Аарон Цур. В 2001 году главой совета был избран Авнер Шимони, который занимал эту должность до роспуска совета в 2005 году.
Обслуживали региональные раввины: раввин Игаль Каминецкий и раввин Йосеф Аланква.
Совет действовал до лета 2005 года. В Законе о реализации Плана размежевания Кнессет предусмотрел, что в день эвакуации последнего поселения из сектора Газа региональный совет прекратит свою деятельность. На практике совет прекратил свою деятельность 15 августа 2005 года с эвакуацией первого поселения. Офисы совета располагались в поселке Неве-Декалим, крупнейшем поселении в Гуш-Катифе и во всем совете, где также действовал областной общественный центр.
На пике своего развития (накануне эвакуации) в совет входило 8900 жителей в 22 населенных пунктах. Большинство жителей работали в сферах сельского хозяйства, промышленности и образования.

## Флаг Совета
Флаг областного совета по форме был похож на флаги большинства региональных советов в Израиле, то есть — символ совета на каком-то цветном фоне, в данном случае оранжевом. С началом протеста против плана размежевания он использовался настолько часто, что его оранжевый фон стал символом протеста, а также использовался противниками плана в других флагах, знаках, браслетах и даже оранжевых лентах, висевших на автомобилях и столбы по всей стране.